# إيفان بوش
إيفان بوش (بالإنجليزية: Evan Bush)‏ (6 مارس 1986 في الولايات المتحدة - ) هو لاعب كرة قدم أمريكي في مركز حراسة المرمى. لعب مع إمباكت مونتريال وCrystal Palace Baltimore ‏ وCleveland Internationals ‏ وCape Cod Crusaders ‏ وCleveland City Stars ‏ ومونتريال إمباكت (1992–2011) وChicago Fire U-23 ‏.

## وصلات خارجية
- إيفان بوش على موقع الدوري الأمريكي (الإنجليزية)
- إيفان بوش على موقع قاعدة بيانات كرة القدم.إي يو (الإنجليزية)
- إيفان بوش على موقع Soccerway.com (الإنجليزية)
- إيفان بوش على موقع عالم كرة القدم.نت (الإنجليزية)
- إيفان بوش على موقع AS.com (الإسبانية)